# NGC 2465
NGC 2465 is een ster in het sterrenbeeld Lynx. Het hemelobject werd op 20 februari 1851 ontdekt door de Ierse astronoom William Parsons.